# Les Aventures extraordinaires de Captain Spirit
Les Aventures extraordinaires de Captain Spirit est un jeu vidéo d'aventure graphique, réalisé par Raoul Barbet et Michel Koch, scénarisé par Raoul Barbet, Michel Koch et Jean-Luc Cano, développé par le studio français Dontnod Entertainment et édité par Square Enix. Il est sorti gratuitement le 25 juin 2018 sur Microsoft Windows, PlayStation 4 et Xbox One.
Le jeu se déroule dans l'univers de la saga Life Is Strange et donne un avant-goût à Life Is Strange 2.

## Accueil
- Canard PC : 7/10[1]

## Musique
| numéro | Titre              | Auteur                      | temps |
| ------ | ------------------ | --------------------------- | ----- |
| 1.     | Death With Dignity | Sufjan Stevens              | 3:59  |
| 2.     | Look for Sympathy  | Luciano Rossi               | 3:27  |
| 3.     | Moon And Moon      | Bat For Lashes              | 3:08  |
| 4.     | Parade             | Rone                        | 6:21  |
| 5.     | Held Apart         | Stephen John Bernard Kielty | 3:05  |